# Leon Rohde
Leon Rohde (Hamburgo, 10 de mayo de 1995) es un deportista alemán que compite en ciclismo en las modalidades de pista y ruta.
Ganó una medalla de plata en el Campeonato Europeo de Ciclismo en Pista de 2014, en la prueba de persecución por equipos.

## Medallero internacional
| Campeonato Europeo | Campeonato Europeo     | Campeonato Europeo | Campeonato Europeo      |
| Año                | Lugar                  | Medalla            | Competición             |
| ------------------ | ---------------------- | ------------------ | ----------------------- |
| 2014               | Baie-Mahault (Francia) | Medalla de plata   | Persecución por equipos |

1. ↑  Compitió en la ronda de clasificación.

## Palmarés
2017
- Tour de Düren

2018
- 1 etapa del Tour de Fuzhou